# Esenciální léčiva
Esenciální léčiva jsou léčiva uvedená na Vzorovém seznamu nezbytných (nepostradatelných) léčiv Světové zdravotnické organizace (WHO).

## Definice esenciálních léčiv
Základní esenciální léčiva zahrnují nejúčinnější, bezpečné a cenově přístupné léky pro minimální potřeby základního zdravotního systému, které jsou přednostně vybírány podle jejich současného a předpokládaného budoucího významu pro ochranu veřejného zdraví a schopnosti léčit bezpečně a ekonomicky.
Speciální esenciální léčiva jsou esenciální léčiva pro nejvýznamnější onemocnění, která vyžadují specializovaná diagnostická nebo monitorovací vybavení, specializovanou péči, nebo specializovanou průpravu.
V určitých případech mohou být do této skupiny zařazena některé léčiva s trvale vyšší cenou nebo s nižší efektivností nákladů. Seznam nepostradatelných léčiv může být v jednotlivých zemích upraven podle specifických podmínek (prevalence nemocí, epidemiologická situace ap.).